# Jacobo Beltrán Pedreira
Jacobo Ramón Beltrán Pedreira (Lugo, 31 d'agost de 1966) és un polític i consultor espanyol.
Nascut el 31 d'agost de 1966 a la ciutat gallega de Lugo, es va mudar a Madrid amb la seva família als nou anys. Allà es va llicenciar en història per la Universitat Complutense.
Assessor en la Conselleria de Sanitat del Govern de la Comunitat de Madrid, va resultar elegit diputat a l'Assemblea de Madrid en les autonòmiques de maig de 2003 dins de la candidatura del Partit Popular (PP), començant així la seva trajectòria parlamentària al parlament regional en la breu sisena legislatura, coneguda com «la del Tamayazo». Va repetir com a diputat del Grup Parlamentari Popular a les VII, VIII, IX i X legislatures de la cambra.
Després de la defunció víctima d'un càncer de la vicepresidenta primera de l'Assemblea Rosa Posada, va ser escollit al novembre de 2013 com a reemplaçament d'aquesta en la vicepresidència primera de la taula, en votació secreta del ple.
Escollit de nou diputat en les eleccions de 2015, el 29 de març de 2016 va renunciar a la seva acta de parlamentari de la desena legislatura del parlament autonòmic, amb intencions d'acceptar una oferta de treball a la consultora Grant Thornton.